# Mary Rose
Mary Rose – XVI-wieczna karaka, flagowy okręt floty wojennej króla Henryka VIII. Imię Mary otrzymał od imienia siostry króla, zaś róża była symbolem królewskiej linii Tudorów.

## Historia żaglowca
Zbudowany w latach 1509–1510 był jednym z pierwszych okrętów Navy Royal budowanych w celach typowo wojennych, prawdopodobnie nigdy nie pełnił funkcji jednostki handlowej.
10 sierpnia 1512 uczestniczył w ataku na flotę francuską – starł się z „Marie la Cordelière”, okrętem flagowym admirała Ren de Clermont. Oba okręty zostały uszkodzone, „Mary Rose” osiadła na mieliźnie, natomiast „Marie la Cordelière” dostała się pod ogień innych okrętów angielskich i spłonęła.
W latach 1528 i 1536 „Mary Rose” została przebudowana, osiągając ostatecznie wyporność 700 ton, długość 65 metrów, wyposażona była w cztery maszty i uzbrojona w 91 dział, przez współczesnych uważana była za okręt niezwyciężony.
W 1545 król Francji Franciszek I, z udziałem ponad 200 okrętów i 30-tys. armii, podjął próbę inwazji na Anglię. Anglicy dysponowali siłą 80 okrętów i 12 tys. ludzi. Do decydującej, choć nierozstrzygniętej bitwy, doszło 19 lipca 1545 r. w cieśninie Solent znajdującej się pomiędzy wyspą Wight i Anglią. W jej trakcie, Mary Rose wykonała ostry zwrot mając otwarte furty działowe, przez które do wewnątrz dostały się duże ilości wody. W efekcie okręt szybko zatonął razem z 400 osobami załogi. 

## Wydobycie okrętu
W 1836 r., na spoczywający na głębokości 14 m wrak statku przypadkowo natrafili rybacy, a poinformowani o znalezisku pionierzy nurkowania John Deane oraz William Edwards dokonali jego pierwszych eksploracji. Wydobyte wówczas działa przerobili na pamiątkowe kałamarze i laski.
Potem o okręcie, który tkwił pod mułem i wodorostami zapomniano na długie lata. Dopiero na początku lat siedemdziesiątych XX w. okręt został powtórnie zlokalizowany przez archeologów, którym udało się wydobyć z niego niektóre cenne przedmioty.
W 1982 r. przeprowadzono relacjonowaną na żywo przez telewizję operację jego wydobycia. Okazało się, że nie ma on uszkodzeń, jakie powstają w czasie bitwy. Dlatego już sam kadłub okazał się niezwykłym zabytkiem techniki. Umieszczono go w suchym doku w Muzeum Morskim w Portsmouth, gdzie zajmują się nim konserwatorzy i gdzie można go oglądać. Wewnątrz kadłuba „Mary Rose” zewidencjonowano łącznie ok. 20 tys. przedmiotów, m.in. urządzenia nawigacyjne, przyrządy medyczne, broń, żywność, odzież, przedmioty codziennego użytku, instrumenty i gry.